# Wallin
Wallin ist als eine Variante von Vallin ein ursprünglich ortsbezogener schwedischer Familienname.

## Namensträger
- Agneta Wallin (* 1967), schwedische Schauspielerin
- Amanda Wallin (* 1991), schwedische Badmintonspielerin
- Anders Wallin (* 1959), schwedischer Eishockeyspieler
- Bengt-Arne Wallin (1926–2015), schwedischer Jazzmusiker und -komponist
- Bianca Wallin (1909–2006), schwedische Malerin
- Carl E. Wallin (1879–1968), schwedisch-US-amerikanischer Maler
- Christer Wallin (* 1969), schwedischer Schwimmer
- Dan Wallin (1927–2024), US-amerikanischer Tonmeister
- David Wallin (1876–1957), schwedischer Maler
- Elin Wallin (1884–1969), schwedische Malerin
- Elisabeth Ohlson Wallin (1961–2024), schwedische Künstlerin und Fotografin
- Georg Wallin der Ältere (1644–1723), schwedischer lutherischer Theologe, Bischof von Göteborg
- Georg Wallin der Jüngere (1686–1760), schwedischer lutherischer Theologe, Bischof von Göteborg
- Georg August Wallin (1811–1852), finnischer Orientalist
- Gunilla Wallin (1938–2015), schwedische Opernsängerin
- Hans Wallin (Musiker) (1919–1973), schwedischer Musiker und Komponist
- Hans Wallin (Mathematiker) (* 1936), schwedischer Mathematiker
- Hans Wallin (Eishockeyspieler) (* 1954), schwedischer Eishockeyspieler
- Harald Wallin (1887–1946), schwedischer Segler
- Harry Wallin (* 1953), finnischer Politiker (Sozialdemokratische Partei Finnlands)
- Henry Wallin (1922–2013), schwedischer Jazzmusiker
- Ingrid Wallin (* 1943), schwedische Schauspielerin
- Ivan Wallin (1883–1969), US-amerikanischer Biologe
- Jesse Wallin (* 1978), kanadischer Eishockeyspieler und -trainer
- Johan Olof Wallin (1779–1839), schwedischer Schriftsteller und Bischof
- Niclas Wallin (* 1975), schwedischer Eishockeyspieler
- Olle Wallin (* 2001), schwedischer Tennisspieler
- Örjan Wallin (* 1951), schwedischer Leichtathlet
- Otto Wallin (* 1990), schwedischer Boxer
- Pamela Wallin (* 1953), kanadische Fernsehjournalistin und Diplomatin
- Pär Wallin (* 1955), schwedischer Leichtathlet
- Per Wallin (* 1968), schwedischer Eishockeyspieler
- Per Henrik Wallin (1946–2005), schwedischer Jazzpianist und Komponist
- Peter Wallin (* 1957), schwedischer Eishockeyspieler
- Rasmus Bøgh Wallin (* 1996), dänischer Radrennfahrer
- Rickard Wallin (* 1980), schwedischer Eishockeyspieler
- Rolf Wallin (* 1957), norwegischer Komponist
- Rudolf Wallin (1820–1868), schwedischer Opernsänger
- Samuel Wallin (1856–1917), US-amerikanischer Politiker
- Sigurd Wallin (Ethnologe) (1882–1968), schwedischer Ethnologe
- Sigurd Wallin (Maler) (1916–1999), schwedischer Maler
- Stefan Wallin (* 1967), finnischer Politiker
- Ulf Wallin, schwedischer Violinist
- Valdemar Wallin (1838–1903), schwedischer Politiker
- Viktor Wallin (* 1980), schwedischer Eishockeyspieler
- Wilhelm Wallin (1825–1898), schwedischer Politiker